# Alexsandro Alves Ferreira
Alexsandro Alves Ferreira, treinador e ex-futebolista brasileiro (Barbosa Ferraz, nasceu dia 3 de julho de 1975). Mais conhecido como Alex Alves, é um ex futebolista e atual técnico brasileiro que atuava como atacante. Foi revelado e se aposentou no Clube Atlético Juventus de São Paulo.
Iniciou a carreira de treinador de futebol no ano de 2016 na Portuguesa Desportos na categoria sub-17, e depois disputou a Copa Paulista de 2016 como treinador profissional no Nacional de SP e permaneceu até abril de 2017.
Na Copa Paulista chegou às oitavas de finais com o Nacional no ano de 2016, no ano seguinte montou o elenco e chegou até segunda fase da competição, acabou demitido e o elenco sendo campeão paulista  da Série A3.

## Juventus
Alex Alves iniciou a sua carreira no Juventus aos 12 anos e se profissionalizou no clube da Moóca em 1995.[carece de fontes?] Em 2002 foi artilheiro do Campeonato Paulista de 2002, com 17 gols, ajudando o Juventus a conquistar a quarta posição. No segundo semestre de 2001 foi emprestado ao Bahia e em 2002 foi vendido para a Portuguesa.
No segundo semestre de 2009, retornou ao Juventus  para disputar a Copa Paulista de Futebol. Em 2010 encerrou a carreira pelo time da Moóca.

## Bahia
Em 2001 jogou o Campeonato Brasileiro pelo Bahia, marcando um gol. No fim do ano retornou ao Juventus.

## Portuguesa
Em 2002 disputou o Campeonato Brasileiro e fez parte do elenco que foi rebaixado para a Série B. Em 2003 foi o artilheiro da equipe no Campeonato Paulista e era o artilheiro do Série B com 14 gols até ser contratado pelo Cruzeiro.
Retornou a Portuguesa no segundo semestre de 2006 e fez o gol que salvou o clube do rebaixamento para o Campeonato Brasileiro da Série C.
No total ele marcou 32 gols com a camisa da Lusa.

## Cruzeiro
No time de Minas Gerais foi campeão brasileiro, mas, pouco aproveitado, acabou emprestado ao Botafogo. Seu único com a camisa celeste foi na vitória de 2 a 0 sobre o Flamengo (08/10/2003).

## Botafogo
No alvinegro foi ídolo da torcida, fazendo muitos gols em sua primeira temporada onde foi apelidado de "o artilheiro das bolas paradas", por fazer muitos gols de pênalti e falta. Ainda em 2004 (seu primeiro ano no Botafogo) ele também foi o artilheiro da Copa do Brasil com oito gols.
Em 2004 o atleta sofreu uma grave lesão que o afastou dos gramados por grande parte do Campeonato Brasileiro.
Ele foi o autor do último gol oficial do Botafogo no Estádio Caio Martins (Botafogo 1 x 0 Guarani, 27/11/2004). Ele também é o artilheiro do time no Estádio Luso-Brasileiro, com 10 gols em 17 jogos.
No total ele marcou 34 gols com a camisa do Botafogo sendo o quarto maior artilheiro do clube no século XXI.

## Futebol turco
Foi negociado com o Denizlispor, da Turquia, e depois retornou para à Portuguesa. Em 2006 Alex Alves fez, de pênalti, o gol que livrou o time do rebaixamento para a Série C.

## Outros clubes
Em 2007, assinou com o Juventude. Naquele ano, foi pego no exame antidoping por apresentar a substância sibutramina, que estava contida em medicamento que utilizara por erro do laboratório que o produziu. Disputou a Série B de 2008 pelo Brasiliense e em 2009 o Campeonato Carioca pelo Madureira. 

## Técnico
Iniciou a sua carreira de técnico nas categorias de base da Portuguesa em 2015 fazendo um grande trabalho.
Em agosto de 2016 dirigiu o Nacional de São Paulo clube pelo qual ficou até março de 2017. No total ele disputou 31 jogos, com 15 vitórias, 08 empates e 7 derrotas, levando o time as quartas de final da Copa Paulista.
Em 2018 foi contratado pelo Clube Atlético Juventus  para o Paulista da Série A2, chegando para livrar o time do rebaixamento, conseguindo manter o time na Série A2 daquele ano.
Na Copa Paulista de 2018/2019 levou o time para a segunda fase da competição, aonde o JUVENTUS não se classificava a muitos anos.
Nos Campeonato Paulista da Série A2 de 2019/2020 foi às fases finais de ambos os anos e foi eliminado nos pênaltis.
Em março de 2021, foi contratado pelo Sport Club Atibaia.

## Artilharias
Botafogo
- Copa do Brasil: 2004 (8 gols)

Juventus
- Campeonato Paulista: 2002 (17 gols)

## Títulos
Cruzeiro
- Campeonato Brasileiro: 2003

Bahia
- Campeonato Baiano: 2001
- Copa do Nordeste: 2001